# František Dolejška

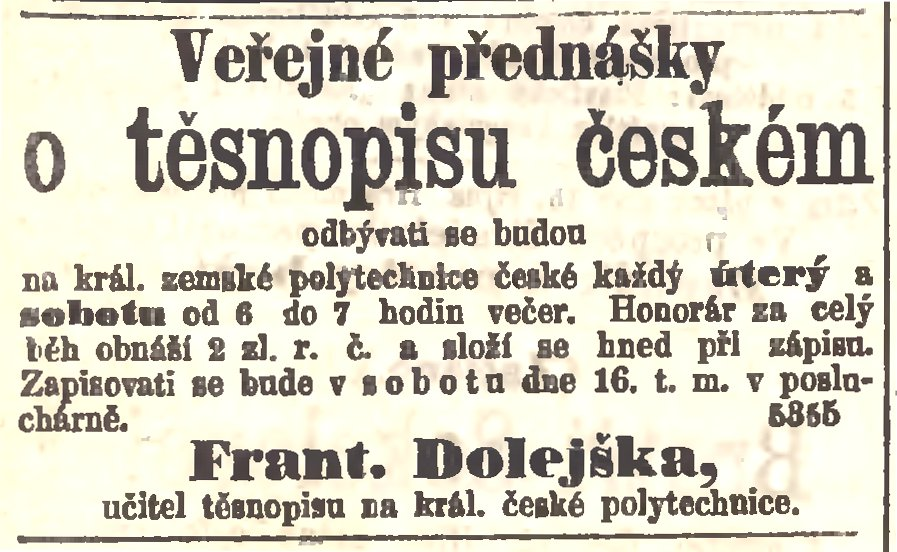
Inzerát v Národních listech z r. 1869, propagující Dolejškovy veřejné kurzy těsnopisu na pražské technice.

František Dolejška (30. září 1838 Praha — 3. července 1909 Pula) byl český středoškolský profesor. Vyučoval nejprve těsnopis, později kaligrafii na pražské technice, na městské vyšší dívčí škole a v Českoslovanské akademii obchodní. Vytvořil vlastní krasopiseckou metodu. Vystupoval v soudních sporech jako znalec písma. Věnoval se dobročinnosti (chudinská péče, zdravotnická záchranná služba).

## Život
Narodil se r. 1838 v Praze.
Zprvu vyučoval těsnopis na malostranském reálném gymnáziu. Později složil zkoušku z kaligrafie a získal místo lektora na české technice. Působil zde 41 let a za zásluhy byl oceněn čestnou medailí. Krasopis učil také na městské vyšší dívčí škole (40 let) a Českoslovanské akademii obchodní (36 let od založení školy r. 1872) a jako nepovinný předmět na gymnáziu ve Spálené ulici. Provedl reformu latinského písma, položil základ moderního kupeckého písma a vytvořil vlastní krasopiseckou metodu, schválenou ministerstvem vyučování.
Veřejně vystupoval rovněž v roli soudního znalce v oboru písma, například ve sporech o pravost podpisů na směnkách nebo v procesu s Omladinou, kde se vyjadřoval k autorství letáků.
Byl aktivní i jako filantrop. Od roku 1876 byl členem vedení spolku pro podporu chudých; za svou činnost získal zlatý záslužný kříž. Rovněž se angažoval v Pražském dobrovolném ochranném sboru a jím spravované záchranné stanici, kde od roku 1886 zastával funkci jednatele; valná hromada sboru mu v květnu 1909 udělila čestné členství. Byl také dlouholetým členem Měšťanské besedy.
15. září 1908 odešel ze zdravotních důvodů do důchodu a odjel na léčebný pobyt na ostrovy Brioni (dnešní Chorvatsko), kde 3. července 1909 zemřel. (Podle matriky je místem jeho úmrtí nemocnice ve městě Pula.) Pohřben byl 8. července na Olšanech.

## Dílo
- Methodický postup kupeckého písma pro obchodní akademie a vyšší školy obchodní (1904)[9]